# 알라모돔
알라모돔(영어: Alamodome)은 미국 텍사스주 샌안토니오에 위치한 실내 경기장이다. 과거 NBA 샌안토니오 스퍼스와 CFL 샌안토니오 텍선스의 홈경기장으로 사용했고, NFL 뉴올리언스 세인츠가 2005년 허리케인 카트리나로 인해 임시 홈경기장으로 사용했으면, 현재  XFL/UFL 샌안토니오 브라머즈의 홈경기장으로 사용하고 있다.1997년 1월 처음으로 알라모돔에서 WWF 로얄럼블이 개최되고 20년 후 다시 개최되었다.
| NBA 올스타전 개최 경기장 |                 |             |
| 1995년                   | 1996년 알라모돔 | 1997년      |
| 아메리카 웨스트 아레나   | 1996년 알라모돔 | 건드 아레나 |
|                          |                 |             |
|                          |                 |             |